# BMW R NineT
 (février 2025).
La BMW R NineT est une moto fabriquée par BMW Motorrad.
Il s'agit d'un roadster de style néo-rétro commercialisé à destination des spécialistes de la customisation et des passionnés comme une « toile vierge pour la personnalisation ». Successeure spirituelle de la BMW R90S, elle célèbre également les 90 ans de la marque,,.

## Conception
La BMW R NineT possède plusieurs éléments de conception configurés pour permettre à la moto d'être facilement modifiée, tels que des faisceaux de câbles, moteur et châssis séparés et un minimum de boulons fixant la boucle et les feux arrière.
Toutes les variantes sont équipées du bicylindre à plat (aussi appelé boxer) refroidi par air et huile de 1170 cm³ emprunté à la R 1200 GS Euro 3, dont le collecteur d'admission est à l'arrière des cylindres et l'échappement à l'avant. Il est couplé à une boite de vitesses à 6 rapports.
La version standard de la R NineT est équipée de fourches télescopiques inversées plutôt que de la suspension avant Telelever habituelle de BMW. Les autres versions, Pure / Scrambler / Urban GS ont des fourches télescopiques conventionnelles.
Tous les modèles sont équipés de systèmes de freinage antiblocage (ABS). Le contrôle automatique de stabilité (ASC) est disponible en option.

## Historique et modèles
En 2013, BMW révèle la R NineT au salon de l'EICMA (à Milan). Un seul modèle est disponible, pas de variantes. Dans un optique de sobriété, les équipements sont limités mais qualitatifs : fourche télescopiques inversées et ajustable de S1000RR, deux étriers Brembo 4 pistons à fixation radiale à l'avant, ABS, leviers réglables, mono-amortisseur réglable en précontrainte à l'arrière. Les options sont également peu nombreuses : poignées chauffantes et alarme électronique.
En 2017, avec le passage aux normes Euro 4 elle est équipée de nouveaux compteurs. Mais surtout elle se décline en six variantes :
- R NineT (standard) - Il s'agit désormais modèle haut de gamme, la seule qui garde la fourche télescopiques inversées et les étriers à fixation radiale, montée sur des jantes à rayons. L'assise est plutôt basse à 79 cm.
- R NineT Pure - Il s'agit du modèle d'entrée de gamme, elle est restreinte au minimum d'équipements, avec un seul compteur (le deuxième peut être monté en option) et équipée de série sur des jantes à bâtons de 17 pouces mais peut être montée sur des jantes à rayons en option.
- R NineT Scrambler - équipée d'une jante avant de 19 pouces, un débattement des suspensions allongés, un guidon surélevé et un angle de fourche plus grand. Ce qui donne une hauteur de selle de 82 cm.
- R NineT Urban G/S - même base technique que la Scrambler, look inspiré de la BMW R80G/S avec un petit carénage de phare, un garde-boue avant rehaussé, des protège-mains et une hauteur de selle de 85 cm.
- R NineT Racer - un café racer radical sans siège passager, avec une hauteur de selle à 81 cm, un grand carénage avant, des demi-guidons bracelet, des repose-pieds reculés et un empattement 25 mm plus long que les autres modèles. Elle s'inspire du Concept Ninety qui avait été présenté au concours d'élégance de la Villa d'Este en 2013. Elle n'est plus produite aujourd'hui.

En 2020 elles passent aux normes Euro 5. Elles gagnent quelques améliorations, de nouvelles options et variantes sont proposées :
- Nouveautés sur tous les modèles : clignotants LED, feu stop dynamique, nouveau phare LED, système ABS amélioré, système de contrôle dynamique de freinage, prise USB, levier de réglage de précharge pour la suspension arrière, modes de conduites route / pluie.
- En options sur tous les modèles : phare adaptatif de virage, pack confort (incluant le régulateur de vitesse et poignées chauffantes)
- En option pour les R NineT standard et Pure : mode de conduite dynamique.
- En option pour les R NineT Scrambler et Urban G/S : mode de conduite offroad.
- Édition limitée R NineT Urban G/S "40 years GS" avec une livrée noire et jaune, inspirée de la R100GS.
- R NineT Option 719 - basée sur la R NineT standard, avec une peinture spécifique (réservoir noir mat et aluminium brossé), un cadre peint en rouge. Jantes à rayons
- R NineT Option 719 Aluminium - elle inclut de nombreuses pièces en aluminium brossé : réservoir, couvre-culasse, coque de selle, rétroviseurs, garde-boue avant, saut-de-vent, jantes à bâton spécifiques en aluminium. Elle inclut aussi quelques pièces en carbone.

En 2023, BMW propose une série "100 years" pour fêter les 100 ans de la marque, limitée donc à 1923 exemplaires. Basée sur la R NineT Option 719 Shadow, équipée du pack confort et d'une selle monoplace. Elle présente certaines finitions distinctives comme un réservoir noire et chrome inspiré de la R75/5 de 1969 et orné d'une plaque "1 of 1923" (pas de numéro individuel). Un lot complet de bagagerie était proposée avec : sacoches latérales, sac de selle, sacoche de réservoir, sac à dos et même un tapis, tous portant le sigle de la série limitée. Elle n'est plus disponible à la vente.
En 2024, BMW dévoile la R 12 NineT qui vient remplacer la R NineT standard. Équipée de la fourche inversée, d'un nouveau réservoir de 16 litres, plusieurs modes de conduites : Rain, Road, Dynamic ainsi qu'un contrôle de traction DTC couplé à l’ABS. Le moteur développe 109 ch à 7 000 tr/min et 115 N m à 6 500 tr/min.